# Pompveld
Het Pompveld is een natuurgebied ten noorden van Babyloniënbroek en ten zuiden van Andel. Het gebied meet 239 ha en is eigendom van de Stichting Brabants Landschap.
Het Pompveld is een zelfstandig, door kades omringd, poldertje. Als zodanig is het gespaard gebleven bij de ingrijpende ruilverkaveling die het Land van Heusden en Altena in de jaren 60 van de 20e eeuw tot een grootschalig landbouwlandschap maakten. Men vindt er grienden, populierenbossen, en weilanden. Een deel van de griend wordt nog afgezet en het wilgenhout wordt door het waterschap gebruikt bij de oeververdediging van watergangen. In het centrum van het gebied ligt een authentieke eendenkooi. Na recent uitgevoerde natuurontwikkelingsmaatregelen is ook rietmoeras en schraalland aanwezig.
De populierenplantages en een deel van de grienden zijn in een meer afwisselend bostype omgezet. De grondwaterstand wordt met behulp van kleine windmotoren op peil gehouden. Oppervlaktewater dat in het pompveld wordt ingelaten wordt met behulp van een helofytenfilter gezuiverd. De bodem bestaat voornamelijk uit komklei, welke geen water doorlaat. Het kalkrijke kwelwater dat op sommige plaatsen aan de oppervlakte komt wordt in het gebied gehouden.

## Flora
De meest bijzondere flora van het gebied is te vinden in en langs de sloten waar krabbenscheer, waterviolier, grote boterbloem, dotterbloem en zwanenbloem groeien. In de grienden vallen groot springzaad, look-zonder-look en bosandoorn op. De graslanden zijn vrij soortenrijk met onder andere echte koekoeksbloem en pinksterbloem.

## Fauna
Kenmerkende vogelsoorten voor het gebied zijn wielewaal, havik, blauwborst en rietgors. Steeds vaker worden ook purperreigers en grote zilverreigers waargenomen. In het water zwemmen typische poldervissen zoals grote modderkruiper, kleine modderkruiper, bittervoorn, kroeskarper en vetje. Een kenmerkende amfibie is de zeldzame heikikker. Tot de aanwezige vlindersoorten behoren bont zandoogje, landkaartje, dagpauwoog, kleine vos, groot dikkopje, oranjetip en citroentje. Daarnaast de libellensoorten vuurjuffer en viervlek en boktorsoorten zoals de weverbok en de muskusbok. In het gebied huist ten slotte een flinke populatie reeën.

## Eendenkooi
In het gebied bevindt zich een van de twee in het Land van Altena aanwezige eendenkooien. Deze heeft kooirechten en is nog in gebruik, zij het niet voor de jacht. Het afpalingsrecht is er van kracht, waardoor rondom de kooi rust en stilte heersen.

## Toegankelijkheid
In het gebied is een wandeling van 6 km uitgezet. Gezien de geïsoleerde ligging van het gebied bestaan er plannen om ecologische verbindingszones aan te leggen die het Pompveld verbinden met de Kornse Boezem en het Uitwijkse Veld.